# 7E busz (Budapest)
A budapesti 7E jelzésű autóbusz a Blaha Lujza tér és Újpalota, Nyírpalota út között közlekedik. A viszonylatot a Budapesti Közlekedési Zrt. üzemelteti.

## Története
A járat 107-es jelzéssel 1971. október 1-jén indult Zugló, Öv utca és a Kelenföldi pályaudvar között. 1972. december 23-ától csak a Bosnyák tér és a Kelenföldi pályaudvar között járt, a kieső szakaszon 75-ös buszok pótolták. A járat jelzése 1977. január 1-jén 7-esre módosult. A „piros 7-es” vonalán a jellemző járműtípus az Ikarus 280-as volt. A kezdetben hagyományos BKV kivitelű járműveket 1998-ban 50 felújított, illetve vázcserés busz váltotta fel (közülük többen korábban is ezen a vonalon közlekedtek). A buszok vegyesen közlekedtek a 7-es és 173-as vonalon. Az arculatos, 7-173 Gyors festésű járművek piros-kék színükkel évekig meghatározó buszok voltak a 7-es buszcsalád életében.  2008. augusztus 21-étől a BKV kísérletet tett a részben alacsony padlós üzem bevezetésére: vegyesen közlekedtek Ikarus 280 és Volvo 7700A típusú autóbuszok, de október 4-étől ismét csak magas padlós Ikarus 280-as autóbuszok jártak a vonalon. A járműveken fokozatosan festették le a feliratot, és festették át a buszokat kékre, és egy időben vegyesen jártak a pirosakkal. Érdekesség, hogy a 7-173 Gyors feliratú járművek kijelzői piros feliratot tudnak csak írni, ami egykoron a gyorsjárati funkció miatt lett így gyártva (ezért nem is írt soha keretet a szám köré), mára azonban már elvesztette jelentőségét.
A 2008-as paraméterkönyv bevezetésének első ütemében, augusztus 21-én a 7-es busz a 7E jelzést kapta.
2013. június 1-jén átszervezték a 7-es buszcsaládot, ekkor a 173E kiváltásának céljából Újpalota, Nyírpalota út végállomásig hosszabbították. Az eltérő utazási igények miatt minden busz megállítása a Tisza István téren és az Apolló utca megállóhelyen együttesen gazdaságtalannak bizonyult volna, ezért a 7E mellett létrejött a 107E gyorsjárat is, ami a Tisza István tér érintése nélkül, ám az Apolló utcánál megállva közlekedett (a 7E pedig ezzel ellentétesen). Megállókiosztásukban a 173E járatétól mindössze ebben az egy-egy többletmegállásban különböztek.
2013 tavaszán és nyarán a vonalon több Mercedes-Benz Citaro G típusú busz is forgalomba állt. Ezek az autóbuszok már az új kék színben mutatkoznak, légkondicionálóval felszereltek.
Az M4-es metró 2014-es átadásához kapcsolódóan átalakult a felszíni járatok közlekedése, ezért március 29-én az útvonala a Blaha Lujza tér és Újpalota közötti szakaszra rövidült, Kelenföld vasútállomás a továbbiakban csak átszállással érhető el. A párhuzamos 107E ugyanekkor a 107-es számjelzést kapta, és sűrűbb megállókiosztással érte el a Bornemissza térre áthelyezett dél-budai végállomását.
2016. június 3-án üzemzárással megszűnt a 107-es busz, helyette a 7-es busz sűrűbben közlekedik, illetve új gyorsjáratok indultak 8E és 108E jelzéssel.
2016. és 2017. augusztus 20-án 18 órától 23 óráig meghosszabbított útvonalon, a Deák Ferenc térig közlekedett, érintve az Astoriát is.
2018. augusztus 19-én 17 órától üzemzárásig, illetve 20-án 20 órától üzemzárásig a Ferenciek teréig közlekedett.

## Útvonala
| Újpalota, Nyírpalota út felé |
| Blaha Lujza tér vá. – Rákóczi út – Baross tér – Thököly út – Bosnyák tér – Csömöri út – felüljáró – Drégelyvár utca – Nyírpalota út – Újpalota, Nyírpalota út vá. |
| Blaha Lujza tér felé |
| Újpalota, Nyírpalota út vá. – Nyírpalota út – Drégelyvár utca – felüljáró – Csömöri út – Bosnyák tér – Thököly út – Baross tér – Rákóczi út – Blaha Lujza tér vá. |

## Megállóhelyei
| 0  | Újpalota, Nyírpalota út végállomás | 22 | 7, 8E, 46, 96, 108E, 130, 133E, 146, 196, 196A, 296, 296A |
| 1  | Vásárcsarnok                       | 20 | 7, 8E, 46, 96, 108E, 130, 133E, 146, 196, 196A, 296, 296A 69 |
| 3  | Fő tér                             | 19 | 7, 8E, 46, 96, 108E, 130, 133E, 196, 196A, 296, 296A 69 |
| 5  | Molnár Viktor utca                 | 17 | 7, 8E, 108E, 133E, 277 S76 (Újpalota) |
| 9  | Bosnyák tér                        | 13 | 7, 8E, 32, 108E, 110, 112, 124, 125, 133E, 277 3, 62, 62A |
| 12 | Zugló vasútállomás                 | 9  | 5, 7, 8E, 108E, 110, 112, 133E 1, 1A 72 S21 S50 G50 Z50 IC, sebesvonat, gyorsvonat                                                                                      |
| 17 | Keleti pályaudvar M                | 4  | 5, 7, 8E, 20E, 30, 30A, 107, 108E, 110, 112, 133E, 230 23, 24 73, 76, 78, 79, 80 G10 S60 G60 Z60 S80 G80 IC, EC, EN, InterRégió, sebesvonat, gyorsvonat, expresszvonat, |
| 20 | Blaha Lujza tér M                  | 1  | 5, 7, 8E, 99, 107, 108E, 110, 112, 133E, 217E 4, 6, 28, 28A, 37, 37A, 62                                                                                                |
| 21 | Blaha Lujza tér M végállomás       | 0  | 74 |

## Képgaléria

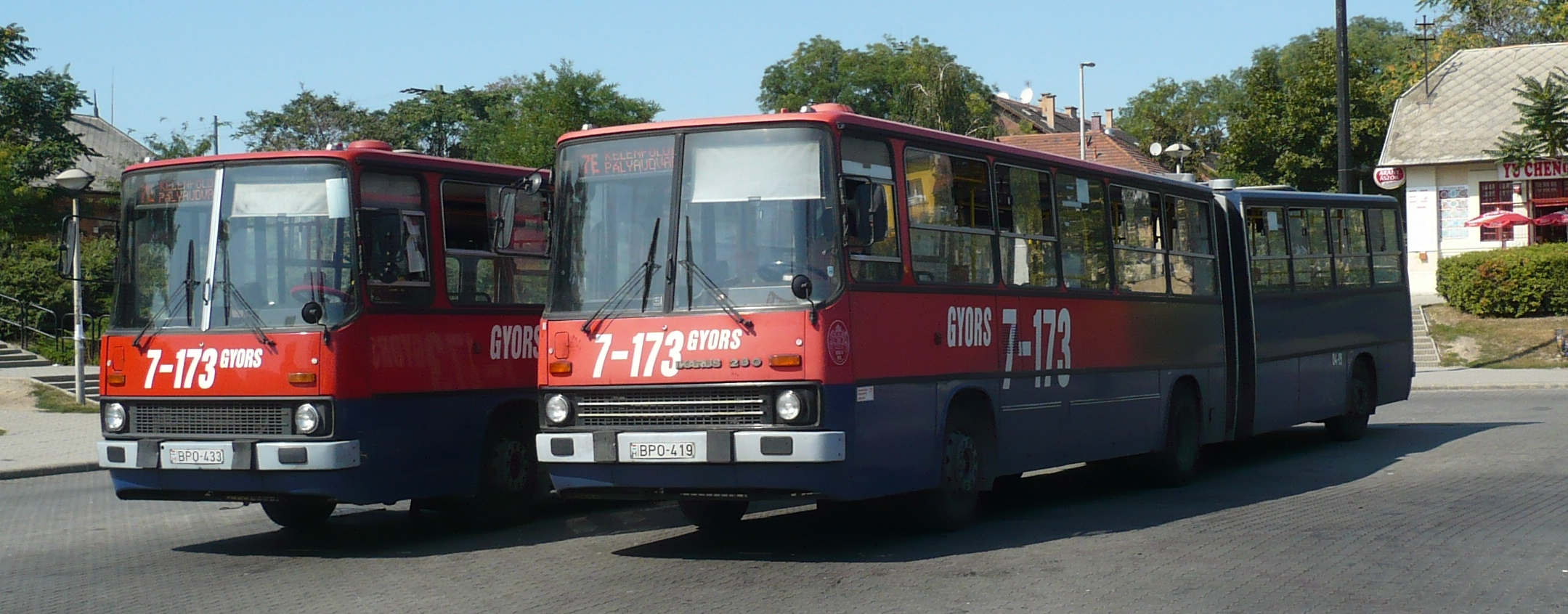
Ikarus 280-as autóbuszok a 7E járat vonalán a Kelenföld vasútállomáson
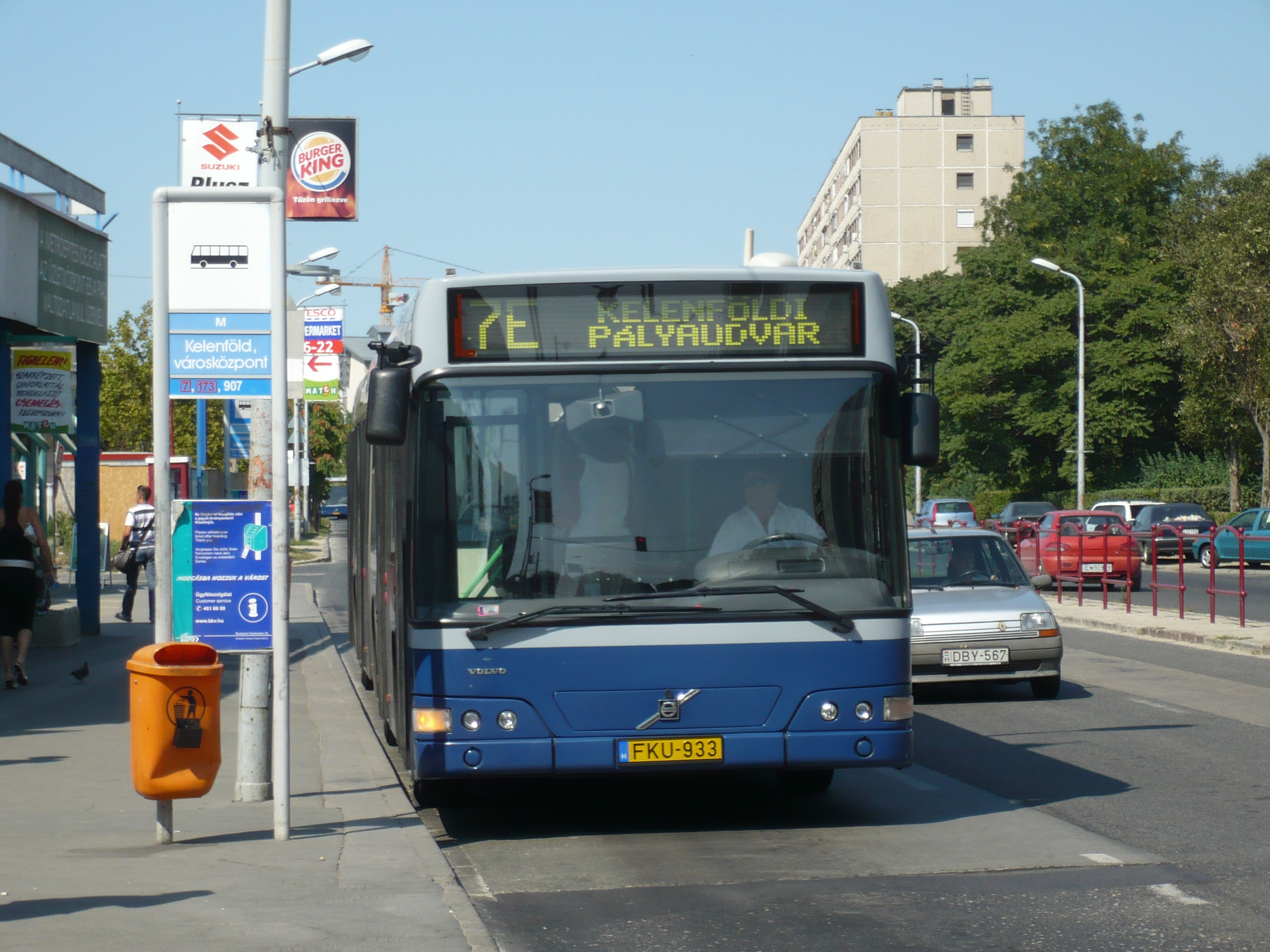
7E busz Kelenföld, városközpontban
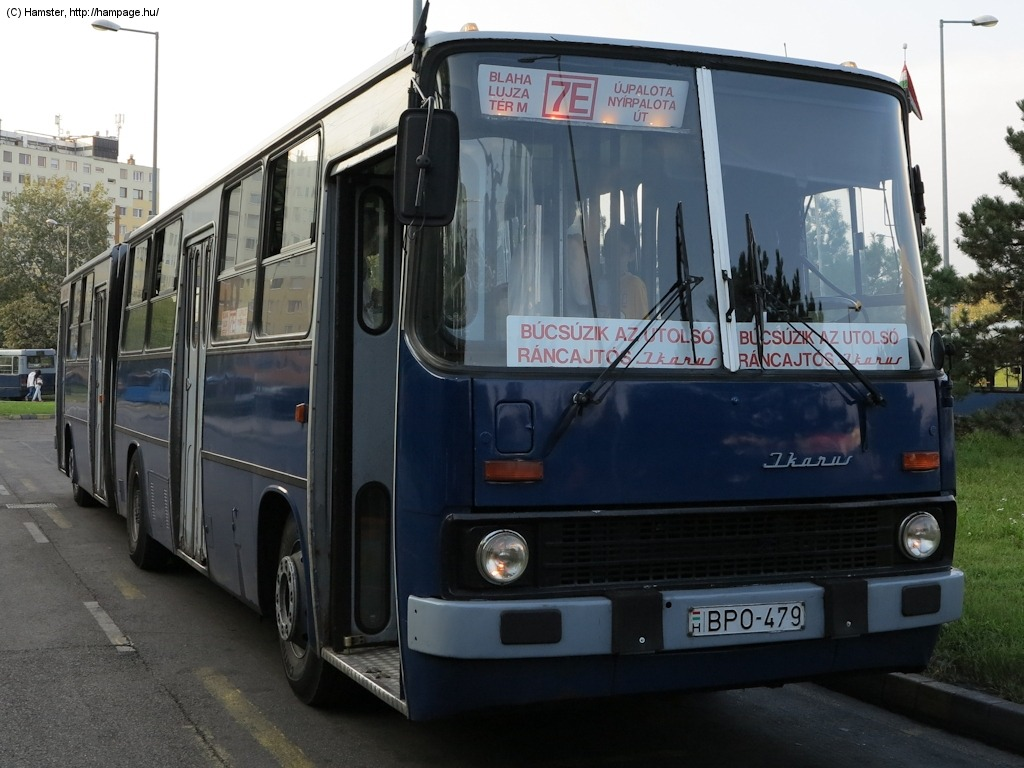
A 7E vonalon búcsúzott a BKV utolsó ráncajtós Ikarus 280-as busza
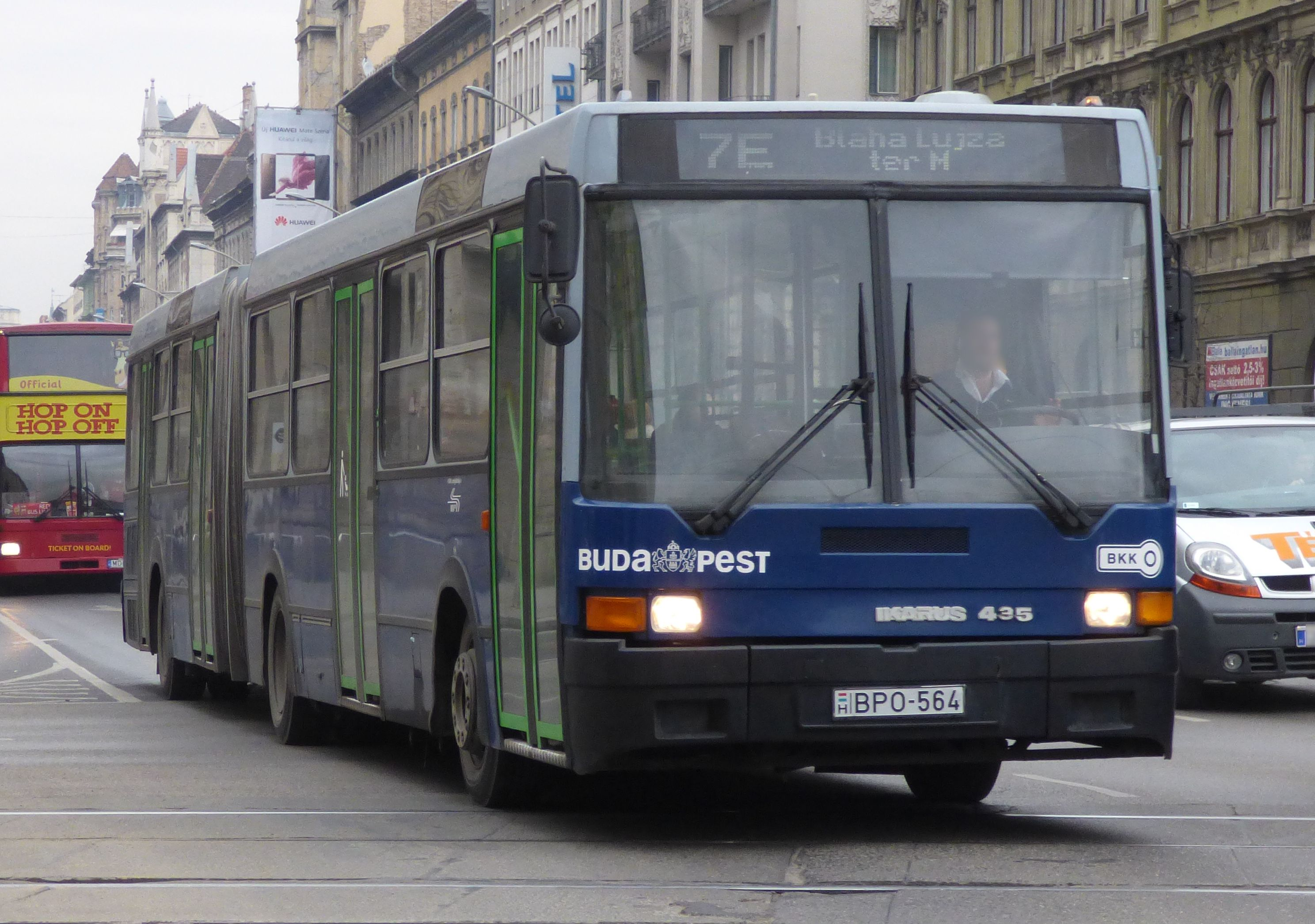
Ikarus 435-ös busz a Blaha Lujza térnél